# Siguer
Siguer [siɡɛʁ] est une commune française située dans le département de l'Ariège, en région Occitanie. Elle est frontalière avec l'Andorre. Sur le plan historique et culturel, la commune fait partie du pays de Vicdessos, formé par la vallée du Vicdessos et de ses affluents.
Exposée à un climat de montagne, elle est drainée par le ruisseau d'Escalès, le ruisseau de Siguer et par divers autres petits cours d'eau. Incluse dans le parc naturel régional des Pyrénées ariégeoises, la commune possède un patrimoine naturel remarquable composé de deux zones naturelles d'intérêt écologique, faunistique et floristique.
Siguer est une commune rurale qui compte 95 habitants en 2022, après avoir connu un pic de population de 1 397 habitants en 1793. Ses habitants sont appelés les Siguerois ou Sigueroises.
Le patrimoine architectural de la commune comprend un immeuble protégé au titre des monuments historiques : la maison dite "Rendez-vous de chasse des Comtes de Foix", classée en 1987.

## Géographie

### Localisation

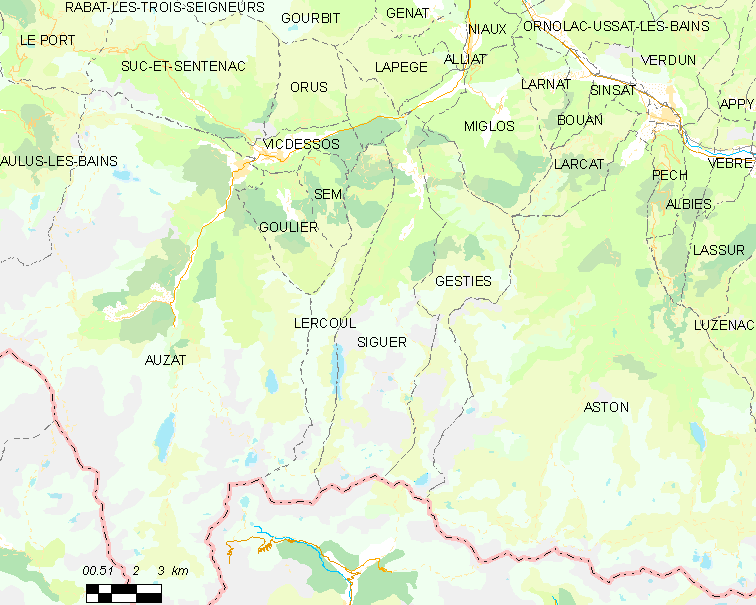
Carte de la commune de Siguer et des proches communes.

La commune de Siguer se trouve dans le département de l'Ariège, en région Occitanie et est frontalière avec l'Andorre (paroisse d'Ordino).
Sur le plan historique et culturel, Siguer fait partie du pays de Vicdessos, formé par la vallée du Vicdessos et de ses affluents.
Elle se situe à 23 km à vol d'oiseau de Foix, préfecture du département, et à 10 km de Tarascon-sur-Ariège, bureau centralisateur du canton du Sabarthès dont dépend la commune depuis 2015 pour les élections départementales.
La commune fait en outre partie du bassin de vie de Tarascon-sur-Ariège.
Les communes les plus proches sont : 
Gestiès (0,7 km), Lercoul (1,7 km), Illier-et-Laramade (3,3 km), Capoulet-et-Junac (3,8 km), Sem (3,8 km), Lapège (4,1 km), Miglos (4,1 km), Orus (5,1 km).
| Illier-et-Laramade | Capoulet-et-Junac | Miglos (par un quadripoint) |
| Lercoul            | Siguer            | Gestiès                     |
|                    | Ordino ( Andorre) |                             |

La commune est traversée par le ruisseau du Siguer. Seuillac est un hameau de Siguer, situé en rive gauche de ce ruisseau, à deux cents mètres environ de Siguer, en allant vers Lercoul par la route D 24.
La commune se trouve dans le périmètre du parc naturel régional des Pyrénées ariégeoises.

### Géologie et relief
La commune est située dans les Pyrénées, une chaîne montagneuse jeune, érigée durant l'ère tertiaire (il y a 40 millions d'années environ), en même temps que les Alpes. Elle est traversée par la Faille nord-pyrénéenne, qui sépare la Zone axiale pyrénéenne (ZA) ou haute chaîne primaire de la Zone nord-pyrénéenne (ZNP), au nord. Les terrains affleurants sur le territoire communal sont constitués de roches métamorphiques datant pour certaines du Paléozoïque, une ère géologique qui s'étend de −541 à −252,2 Ma (millions d'années), et pour d'autres du Protérozoïque, le dernier éon du Précambrien sur l’échelle des temps géologiques. La structure détaillée des couches affleurantes est décrite dans les feuilles « n°1087 - Vicdessos » et « n°1093 - Fontargente » de la carte géologique harmonisée au 1/50 000ème du département de l'Ariège, et leurs notices associées,.
La superficie cadastrale de la commune publiée par l’Insee, qui sert de références dans toutes les statistiques, est de 38,73 km2,. La superficie géographique, issue de la BD Topo, composante du Référentiel à grande échelle produit par l'IGN, est quant à elle de 38,33 km2. Son relief est particulièrement escarpé puisque la dénivelée maximale atteint 2 287 mètres. L'altitude du territoire varie entre 615 m et 2 902 m.

### Hydrographie

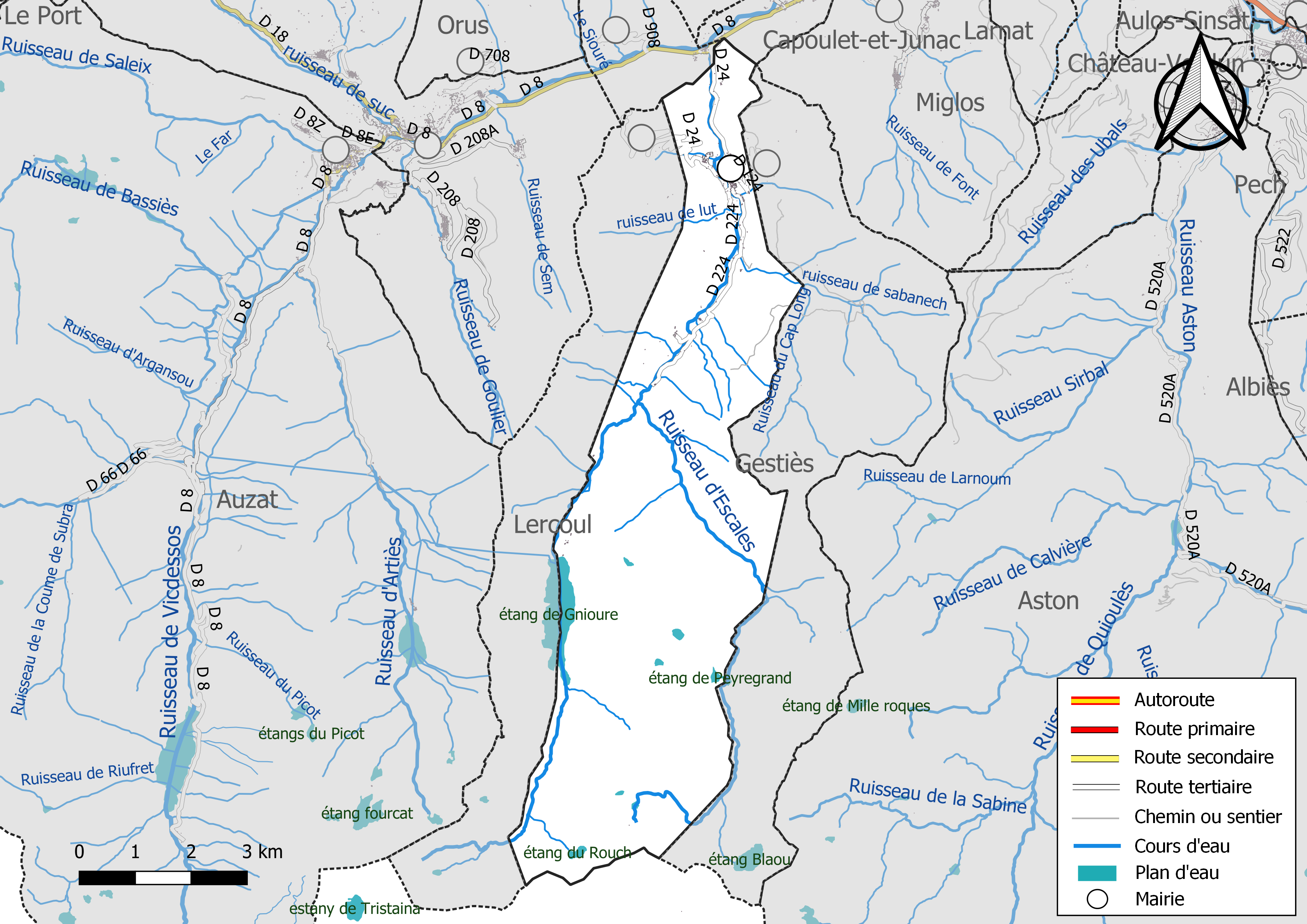
Réseaux hydrographique et routier de Siguer.

La commune est dans le bassin versant de la Garonne, au sein du bassin hydrographique Adour-Garonne. Elle est drainée par le ruisseau d'Escalès, le ruisseau de Siguer, un bras du Gnioure, le Rec de la Sauzenque, le Rec d'en Guis, le ruisseau d'Auruzan, le ruisseau de Labugé, le ruisseau de Lascours, le ruisseau de Lut, le ruisseau de Monescur, le ruisseau de Mouscadou, le ruisseau de Sabanech, le ruisseau du Carau et par divers petits cours d'eau, constituant un réseau hydrographique de 39 km de longueur totale,.
Le ruisseau d'Escalès, d'une longueur totale de 11,5 km, est entièrement situé sur la commune. Il prend sa source aux abords des étangs des Llassiès, et se jette dans le ruisseau de Siguer aux abords du pont du Taychou.
Le ruisseau de Siguer, d'une longueur totale de 18,6 km, prend sa source dans la commune de Lercoul et s'écoule du sud vers le nord. Il traverse la commune et se jette dans le ruisseau de Vicdessos à Capoulet-et-Junac, après avoir traversé 4 communes.

### Climat
Pour des articles plus généraux, voir Climat de l'Occitanie et Climat de l'Ariège.
En 2010, le climat de la commune est de type climat des marges montargnardes, selon une étude s'appuyant sur une série de données couvrant la période 1971-2000. En 2020, Météo-France publie une typologie des climats de la France métropolitaine dans laquelle la commune est exposée à un climat de montagne et est dans la région climatique Pyrénées centrales, caractérisée par une pluviométrie annuelle de 1 000 à 1 200 mm.
Pour la période 1971-2000, la température annuelle moyenne est de 10,5 °C, avec  une amplitude thermique annuelle de 15,3 °C. Le cumul annuel moyen de précipitations est de 1 317 mm, avec 10 jours de précipitations en janvier et 7,5 jours en juillet. Pour la période 1991-2020 la température moyenne annuelle observée sur la station météorologique la plus proche, située sur la commune de Val-de-Sos à 6 km à vol d'oiseau, est de 11,1 °C et le cumul annuel moyen de précipitations est de 1 175,9 mm,. Pour l'avenir, les paramètres climatiques de la commune estimés pour 2050 selon différents scénarios d’émission de gaz à effet de serre sont consultables sur un site dédié publié par Météo-France en novembre 2022.

### Milieux naturels et biodiversité

#### Espaces protégés
La protection réglementaire est le mode d’intervention le plus fort pour préserver des espaces naturels remarquables et leur biodiversité associée,.
La commune fait partie du parc naturel régional des Pyrénées ariégeoises, créé en 2009 et d'une superficie de 245 973 ha, qui s'étend sur 138 communes du département. Ce territoire unit les plus hauts sommets aux frontières de l’Andorre et de l’Espagne (la Pique d'Estats, le mont Valier, etc) et les plus hautes vallées des avants-monts, jusqu’aux plissements du Plantaurel.

#### Zones naturelles d'intérêt écologique, faunistique et floristique
L’inventaire des zones naturelles d'intérêt écologique, faunistique et floristique (ZNIEFF) a pour objectif de réaliser une couverture des zones les plus intéressantes sur le plan écologique, essentiellement dans la perspective d’améliorer la connaissance du patrimoine naturel national et de fournir aux différents décideurs un outil d’aide à la prise en compte de l’environnement dans l’aménagement du territoire.
Une ZNIEFF de type 1 est recensée sur la commune :
la « moyenne vallée de Vicdessos, pic de Tristagne » (15 071 ha), couvrant 13 communes du département et une ZNIEFF de type 2, : 
« Montcalm et Vicdessos » (25 129 ha), couvrant 14 communes du département.

Carte des ZNIEFF de type 1 et 2 à Siguer.
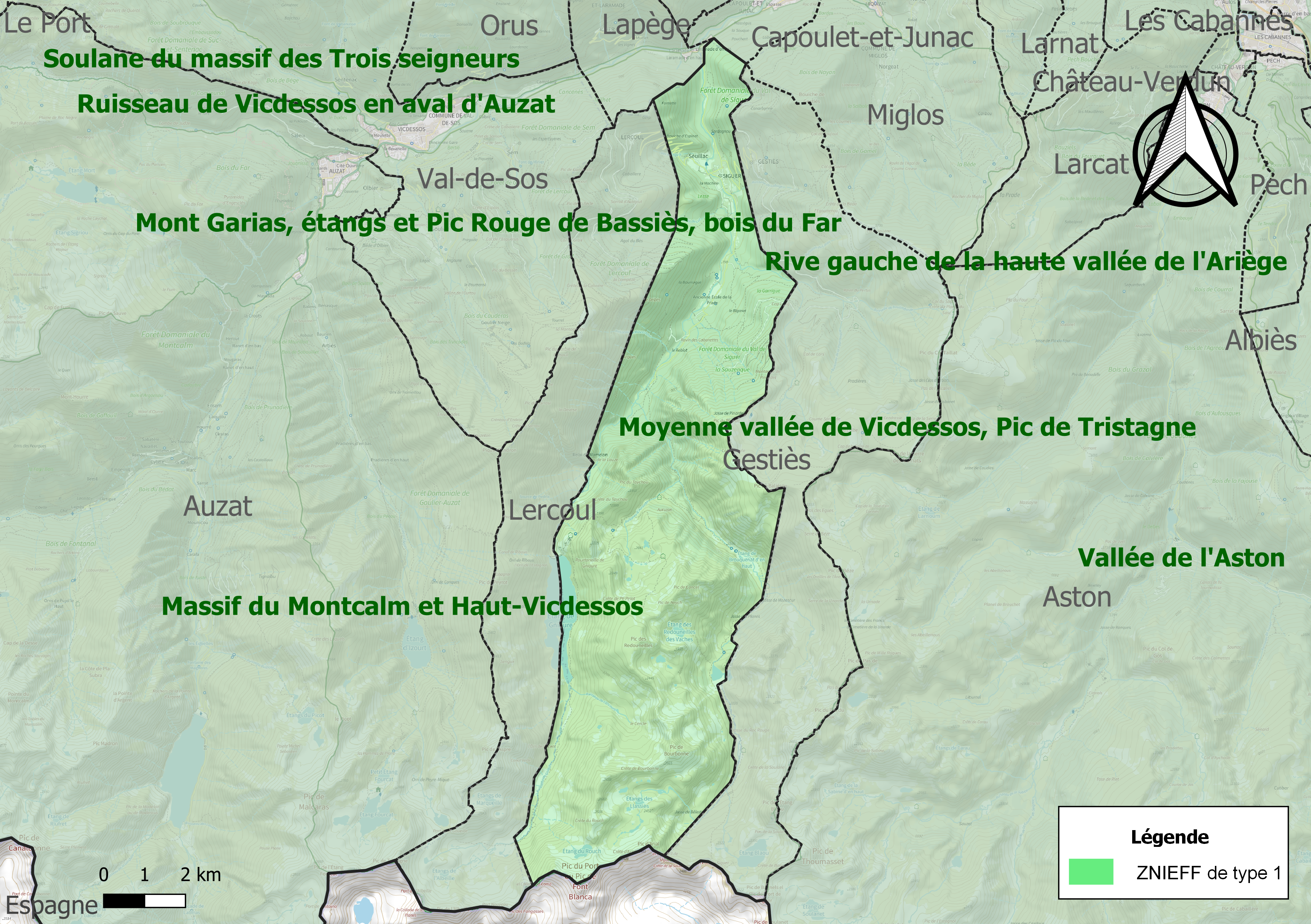
Carte de la ZNIEFF de type 1 sur la commune.
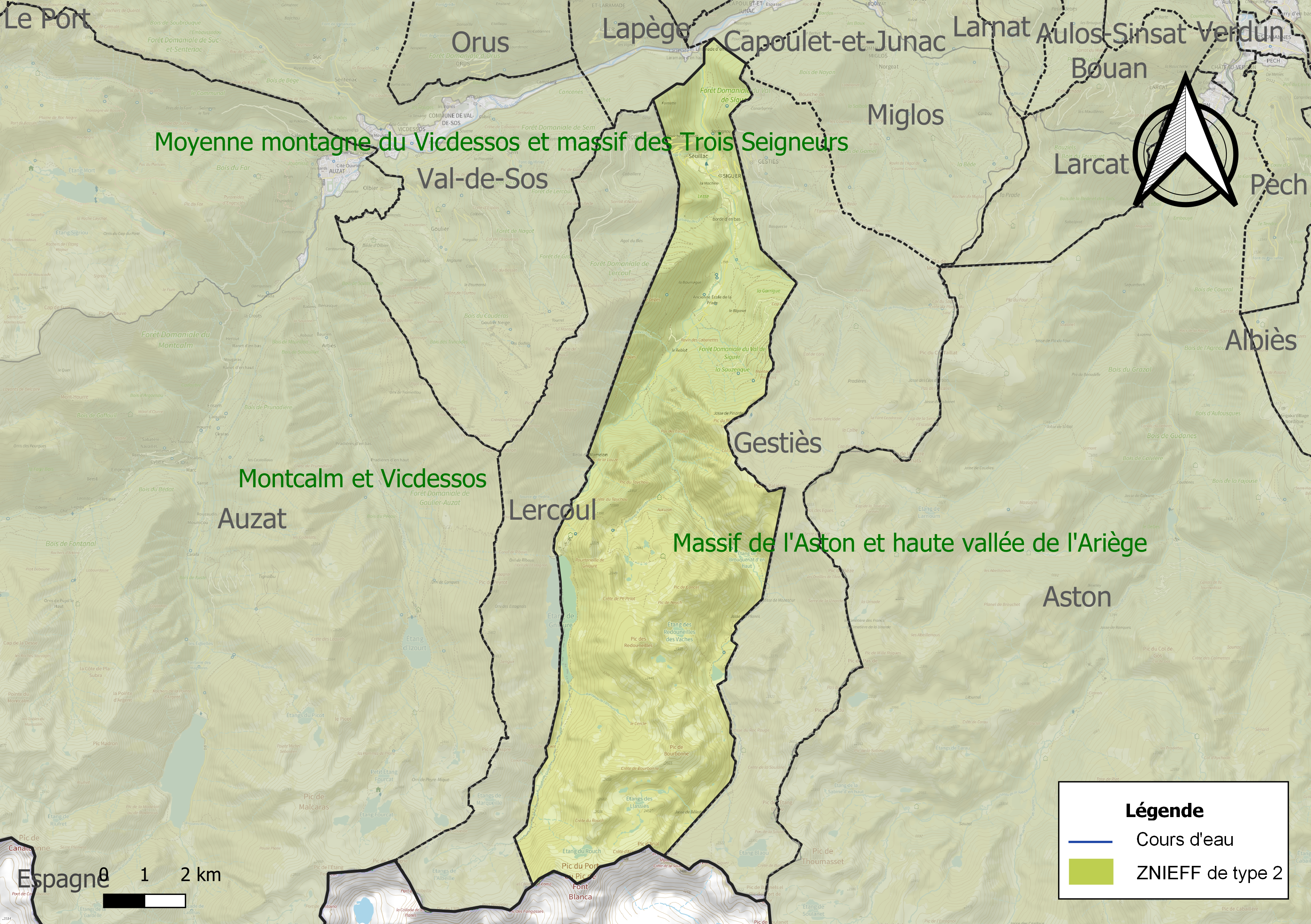
Carte de la ZNIEFF de type 2 sur la commune.

## Urbanisme

### Typologie
Au 1er janvier 2024, Siguer est catégorisée commune rurale à habitat très dispersé, selon la nouvelle grille communale de densité à 7 niveaux définie par l'Insee en 2022.
Elle est située hors unité urbaine et hors attraction des villes,.

### Occupation des sols
L'occupation des sols de la commune, telle qu'elle ressort de la base de données européenne d’occupation biophysique des sols Corine Land Cover (CLC), est marquée par l'importance des forêts et milieux semi-naturels (95,8 % en 2018), une proportion identique à celle de 1990 (95,8 %). La répartition détaillée en 2018 est la suivante : 
espaces ouverts, sans ou avec peu de végétation (51,9 %), forêts (29,5 %), milieux à végétation arbustive et/ou herbacée (14,4 %), zones agricoles hétérogènes (2,2 %), eaux continentales (1,3 %), prairies (0,7 %). L'évolution de l’occupation des sols de la commune et de ses infrastructures peut être observée sur les différentes représentations cartographiques du territoire : la carte de Cassini (XVIIIe siècle), la carte d'état-major (1820-1866) et les cartes ou photos aériennes de l'IGN pour la période actuelle (1950 à aujourd'hui).

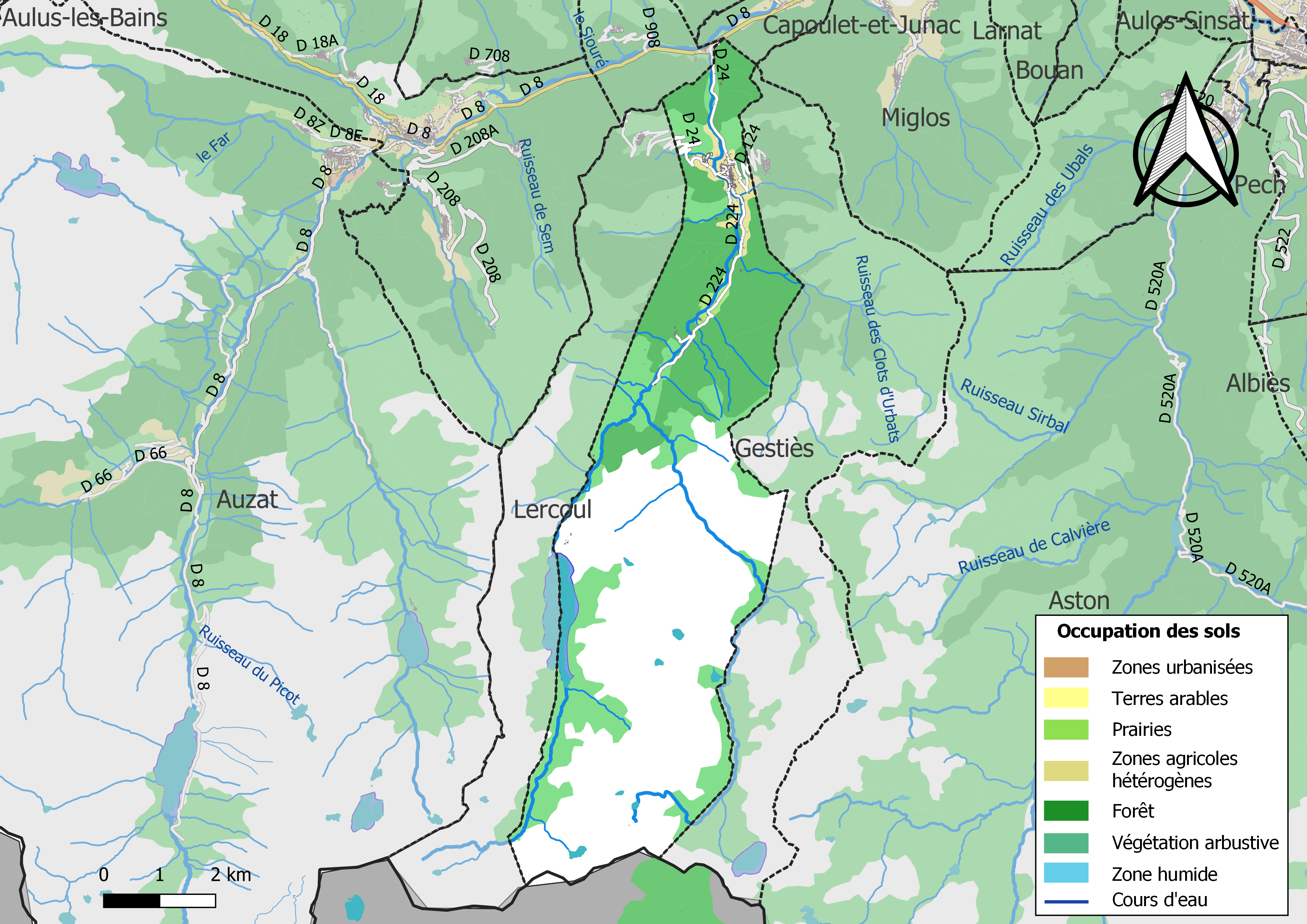
Carte des infrastructures et de l'occupation des sols de la commune en 2018 (CLC).

### Hameaux
Camarilles, Centraux, la Porre, Lut, Sarradel, Seuillac.

### Habitat et logement
En 2018, le nombre total de logements dans la commune était de 215, alors qu'il était de 215 en 2013 et de 207 en 2008.
Parmi ces logements, 26,6 % étaient des résidences principales, 73 % des résidences secondaires et 0,5 % des logements vacants. Ces logements étaient pour 95,5 % d'entre eux des maisons individuelles et pour 3,6 % des appartements.
Le tableau ci-dessous présente la typologie des logements à Siguer en 2018 en comparaison avec celle de l'Ariège et de la France entière. Une caractéristique marquante du parc de logements est ainsi une proportion de résidences secondaires et logements occasionnels (73 %) supérieure à celle du département (24,6 %) et à celle de la France entière (9,7 %). Concernant le statut d'occupation de ces logements, 76,3 % des habitants de la commune sont propriétaires de leur logement (82,8 % en 2013), contre 66,3 % pour l'Ariège et 57,5 % pour la France entière.
| Typologie                                               | Siguer | Ariège | France entière |
| ------------------------------------------------------- | ------ | ------ | -------------- |
| Résidences principales (en %)                           | 26,6   | 65,7   | 82,1           |
| Résidences secondaires et logements occasionnels (en %) | 73     | 24,6   | 9,7            |
| Logements vacants (en %)                                | 0,5    | 9,7    | 8,2            |

### Risques majeurs
Le territoire de la commune de Siguer est vulnérable à différents aléas naturels : inondations, climatiques (grand froid ou canicule), feux de forêts, mouvements de terrains, avalanche  et séisme (sismicité moyenne). Il est également exposé à un risque technologique,  la rupture d'un barrage, et un risque particulier, le risque radon,.

#### Risques naturels

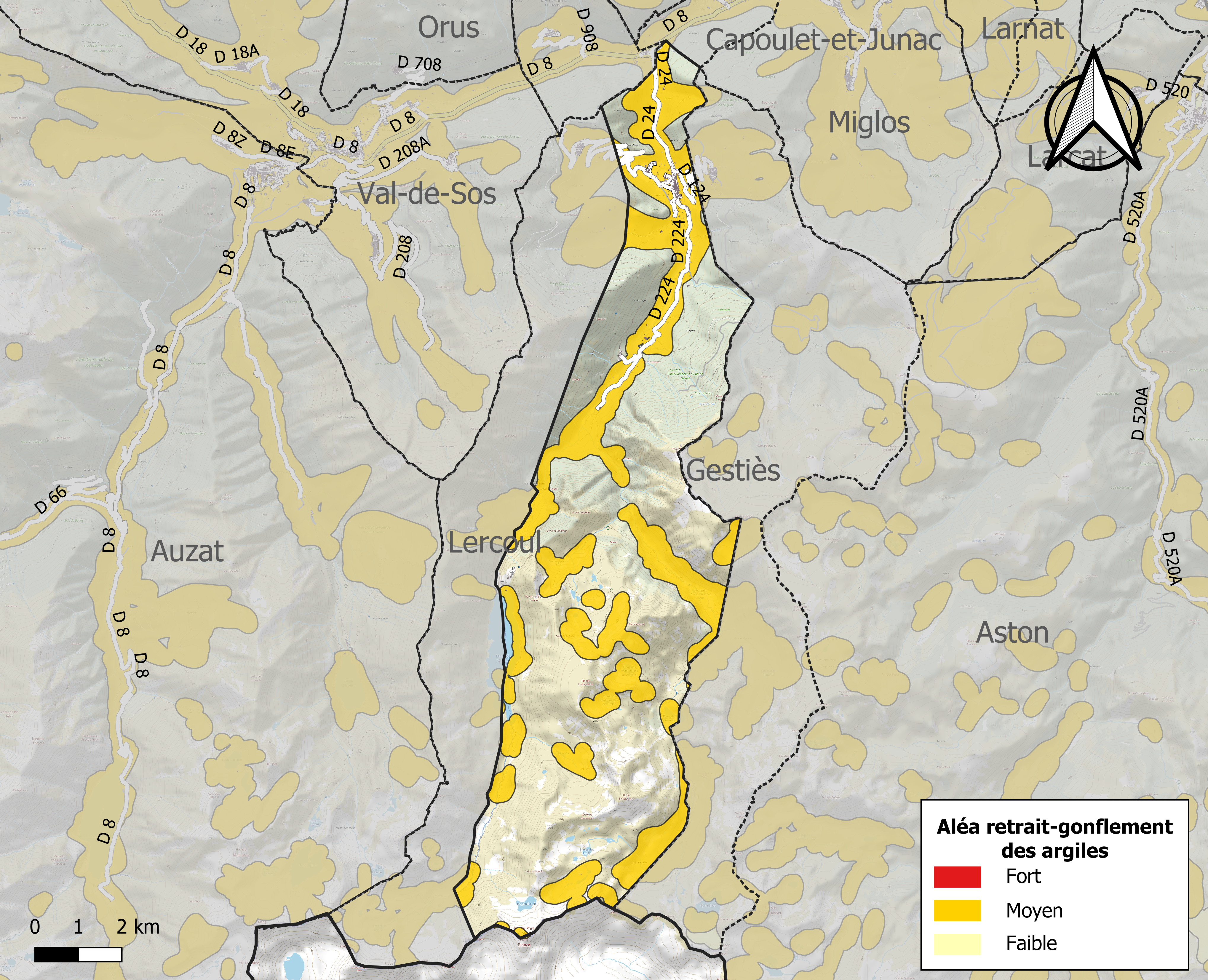
Zonage de l'aléa retrait-gonflement des argiles sur la commune de Siguer.

Certaines parties du territoire communal sont susceptibles d’être affectées par le risque d’inondation par crue torrentielle d'un cours d'eau, ou ruissellement d'un versant.
Les mouvements de terrains susceptibles de se produire sur la commune sont soit des chutes de blocs, soit des glissements de terrains, soit des mouvements liés au retrait-gonflement des argiles. Près de 50 % de la superficie du département est concernée par l'aléa retrait-gonflement des argiles, dont la commune de Siguer. L'inventaire national des cavités souterraines permet par ailleurs de localiser celles situées sur la commune.
La commune est exposée au risque d'avalanche quelques sites menacés en situation exceptionnelle d’enneigement.

#### Risques technologiques
Dans le département de l’Ariège on dénombre cinq grands barrages susceptibles d’occasionner des dégâts en cas de rupture. La commune fait partie des 80 communes susceptibles d’être touchées par l’onde de submersion consécutive à la rupture d’un de ces barrages. Sur son territoire est en effet implanté le barrage de Gnioure, faisant l'objet d'un PPI.

#### Risque particulier
Dans plusieurs parties du territoire national, le radon, accumulé dans certains logements ou autres locaux, peut constituer une source significative d’exposition de la population aux rayonnements ionisants. Toutes les communes du département sont concernées par le risque radon à un niveau plus ou moins élevé. Selon la classification de 2018, la commune de Siguer est classée en zone 3, à savoir zone à potentiel radon significatif.

## Histoire
Un poste de douane allemand était installé à Siguer pendant la Seconde Guerre mondiale, mais de nombreux passages clandestins se produisirent cependant vers l'Andorre.

## Politique et administration

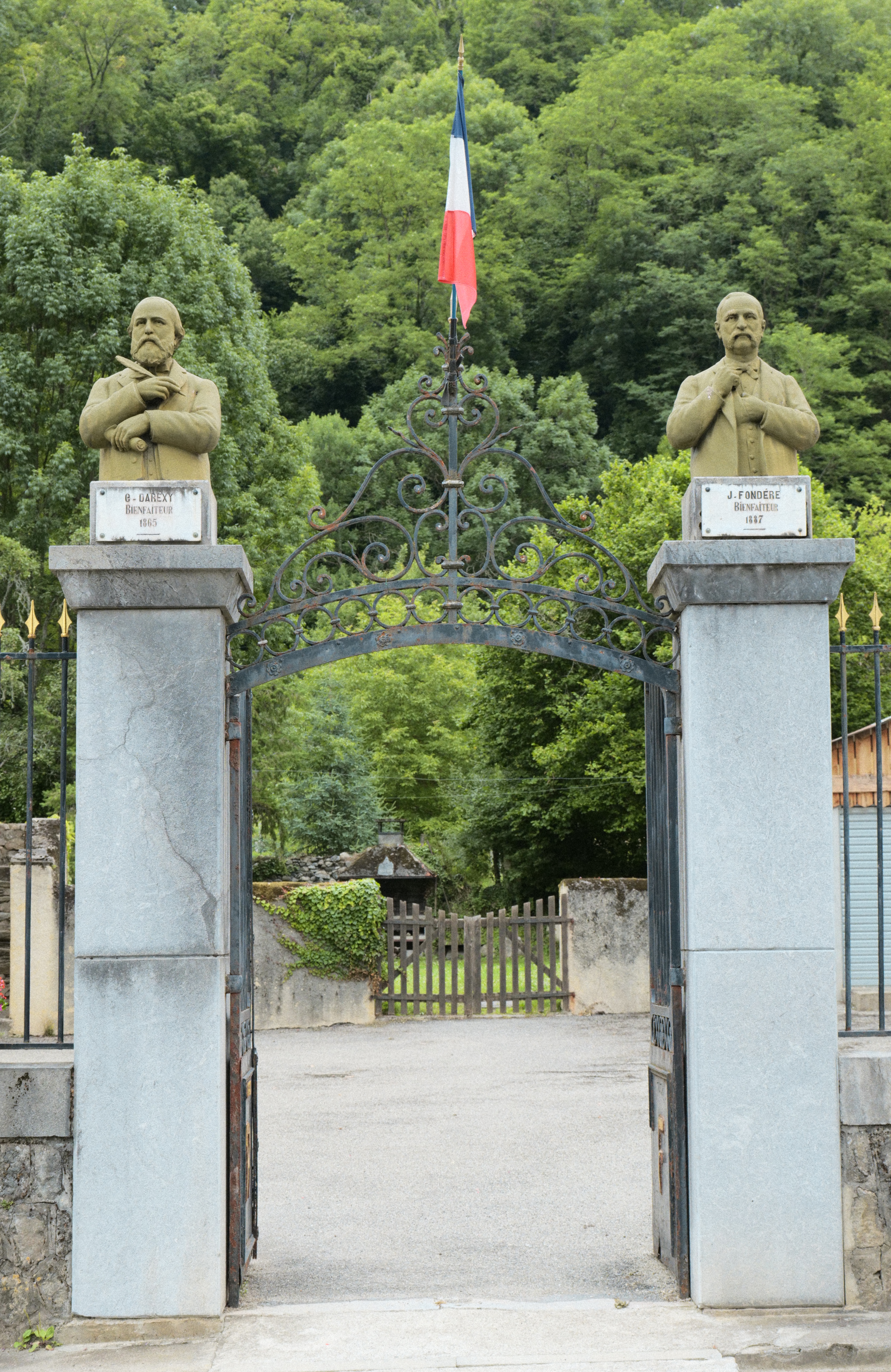
Portail donnant sur la cour de la mairie.
Les piliers sont surmontés des bustes de MM. Darexy et Fondère, bienfaiteurs de la commune au XIXe siècle.

Jusqu'en 1964, un poste de douane était actif avec 8 douaniers chargés de lutter contre les contrebandiers passant entre Andorre et la France.

### Découpage territorial
La commune de Siguer est membre de la communauté de communes de la Haute Ariège, un établissement public de coopération intercommunale (EPCI) à fiscalité propre créé le 27 septembre 2016 dont le siège est à Luzenac. Ce dernier est par ailleurs membre d'autres groupements intercommunaux.
Sur le plan administratif, elle est rattachée à l'arrondissement de Foix, au département de l'Ariège, en tant que circonscription administrative de l'État, et à la région Occitanie.
Sur le plan électoral, elle dépend du canton du Sabarthès pour l'élection des conseillers départementaux, depuis le redécoupage cantonal de 2014 entré en vigueur en 2015, et de la première circonscription de l'Ariège  pour les élections législatives, depuis le redécoupage électoral de 1986.

### Liste des maires
| Période                                  | Période  | Identité            | Étiquette | Qualité   |
| ---------------------------------------- | -------- | ------------------- | --------- | --------- |
| 1827                                     |          | Clément Rousse      |           |           |
| 1923                                     | 1940     | Paul Caujolle       |           | comptable |
| avant 1995                               | ?        | Robert Rouzaud      | DVD       |           |
| 2009                                     | 2014     | Robert Moureau      |           |           |
| 2014                                     | En cours | Marie-Line Caujolle |           |           |
| Les données manquantes sont à compléter. |          |                     |           |           |

## Démographie
L'évolution du nombre d'habitants est connue à travers les recensements de la population effectués dans la commune depuis 1793. Pour les communes de moins de 10 000 habitants, une enquête de recensement portant sur toute la population est réalisée tous les cinq ans, les populations de référence des années intermédiaires étant quant à elles estimées par interpolation ou extrapolation. Pour la commune, le premier recensement exhaustif entrant dans le cadre du nouveau dispositif a été réalisé en 2006.

En 2022, la commune comptait 95 habitants, en évolution de −4,04 % par rapport à 2016 (Ariège : +1,48 %, France hors Mayotte : +2,11 %).
| 1793  | 1800 | 1806 | 1821 | 1831 | 1836  | 1841  | 1846  | 1851  |
| ----- | ---- | ---- | ---- | ---- | ----- | ----- | ----- | ----- |
| 1 397 | 702  | 885  | 912  | 966  | 1 006 | 1 055 | 1 038 | 1 027 |

| 1856 | 1861 | 1866 | 1872 | 1876 | 1881 | 1886 | 1891 | 1896 |
| ---- | ---- | ---- | ---- | ---- | ---- | ---- | ---- | ---- |
| 900  | 904  | 881  | 865  | 865  | 862  | 759  | 712  | 700  |

| 1901 | 1906 | 1911 | 1921 | 1926 | 1931 | 1936 | 1946 | 1954 |
| ---- | ---- | ---- | ---- | ---- | ---- | ---- | ---- | ---- |
| 642  | 584  | 544  | 384  | 365  | 316  | 262  | 253  | 207  |

| 1962 | 1968 | 1975 | 1982 | 1990 | 1999 | 2006 | 2011 | 2016 |
| ---- | ---- | ---- | ---- | ---- | ---- | ---- | ---- | ---- |
| 148  | 89   | 76   | 93   | 65   | 96   | 88   | 105  | 99   |

| 2021 | 2022 | - | - | - | - | - | - | - |
| ---- | ---- | - | - | - | - | - | - | - |
| 96   | 95   | - | - | - | - | - | - | - |

## Économie

### Emploi
| Division       | 2008  | 2013   | 2018   |
| -------------- | ----- | ------ | ------ |
| Commune        | 5,8 % | 15 %   | 17 %   |
| Département    | 8,9 % | 11,1 % | 11,2 % |
| France entière | 8,3 % | 10 %   | 10 %   |

En 2018, la population âgée de 15 à 64 ans s'élève à 51 personnes, parmi lesquelles on compte 67,9 % d'actifs (50,9 % ayant un emploi et 17 % de chômeurs) et 32,1 % d'inactifs,. En  2018, le taux de chômage communal (au sens du recensement) des 15-64 ans est supérieur à celui du département et de la France, alors qu'en 2008 la situation était inverse.
La commune est hors attraction des villes,. Elle compte 20 emplois en 2018, contre 8 en 2013 et 10 en 2008. Le nombre d'actifs ayant un emploi résidant dans la commune est de 26, soit un indicateur de concentration d'emploi de 75,8 % et un taux d'activité parmi les 15 ans ou plus de 39,6 %.
Sur ces 26 actifs de 15 ans ou plus ayant un emploi, 9 travaillent dans la commune, soit 33 % des habitants. Pour se rendre au travail, 96,3 % des habitants utilisent un véhicule personnel ou de fonction à quatre roues et 3,7 % n'ont pas besoin de transport (travail au domicile).

### Activités hors agriculture
6 établissements sont implantés  à Siguer au 31 décembre 2019.
Le secteur des activités spécialisées, scientifiques et techniques et des activités de services administratifs et de soutien est prépondérant sur la commune puisqu'il représente 33,3 % du nombre total d'établissements de la commune (2 sur les 6 entreprises implantées  à Siguer), contre 13,2 % au niveau départemental.

### Agriculture
|                                   | 1988 | 2000 | 2010 |
| --------------------------------- | ---- | ---- | ---- |
| Exploitations                     | 5    | 7    | 3    |
| Superficie agricole utilisée (ha) | 211  | 874  | 505  |

La commune fait partie de la petite région agricole dénommée « Région pyrénéenne ». En 2010, l'orientation technico-économique de l'agriculture  sur la commune est l'élevage d'ovins et de caprins. Trois exploitations agricoles ayant leur siège dans la commune sont dénombrées lors du recensement agricole de 2010 (cinq en 1988). La superficie agricole utilisée est de 505 ha.

## Culture locale et patrimoine

### Lieux et monuments
- Vallée de Siguer, secondaire contribuant à la vallée de Vicdessos.
- L'église Sainte-Baudille a été restaurée au XIXe, les Frères Pedoya ont décoré la chapelle de la vierge avec notamment une vierge en médaillon.
- Le rendez-vous de chasse des comtes de Foix, classé Monument historique en 1987[54].
- La chapelle Saint-Nicolas.
- Cascades et étangs de Lascours.

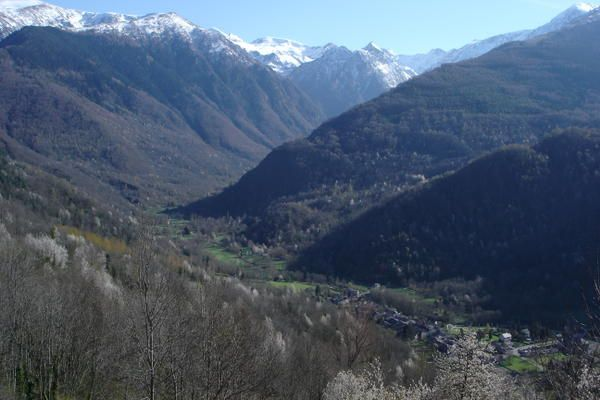
La vallée de Siguer.
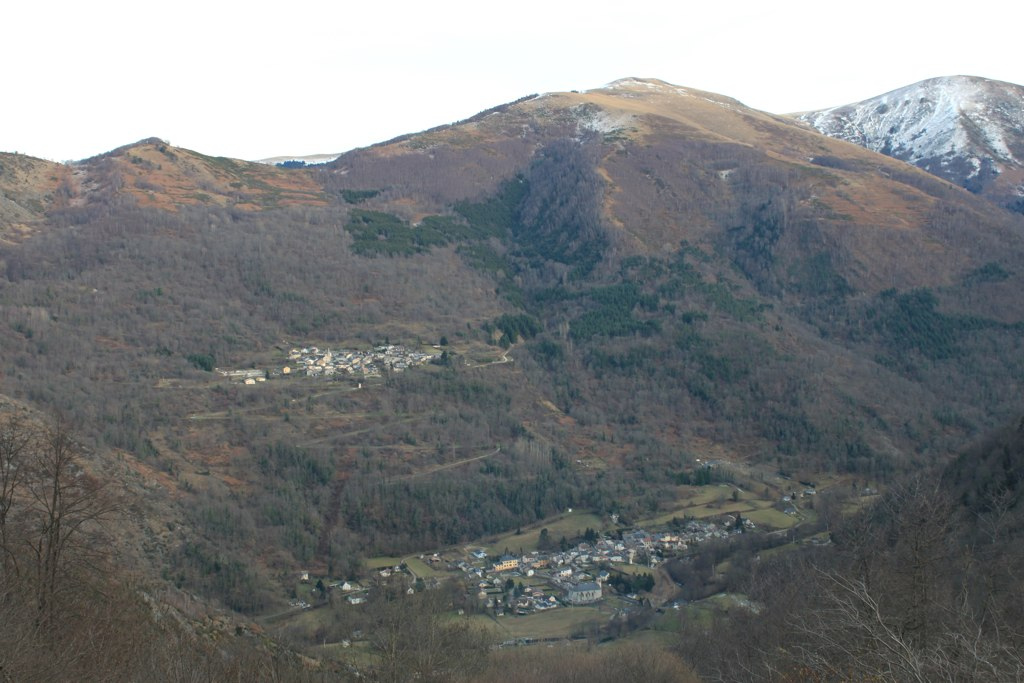
Lercoul, vue sur la vallée de Siguer. Au fond de la vallée, le village de Siguer ; en face Gestiès.
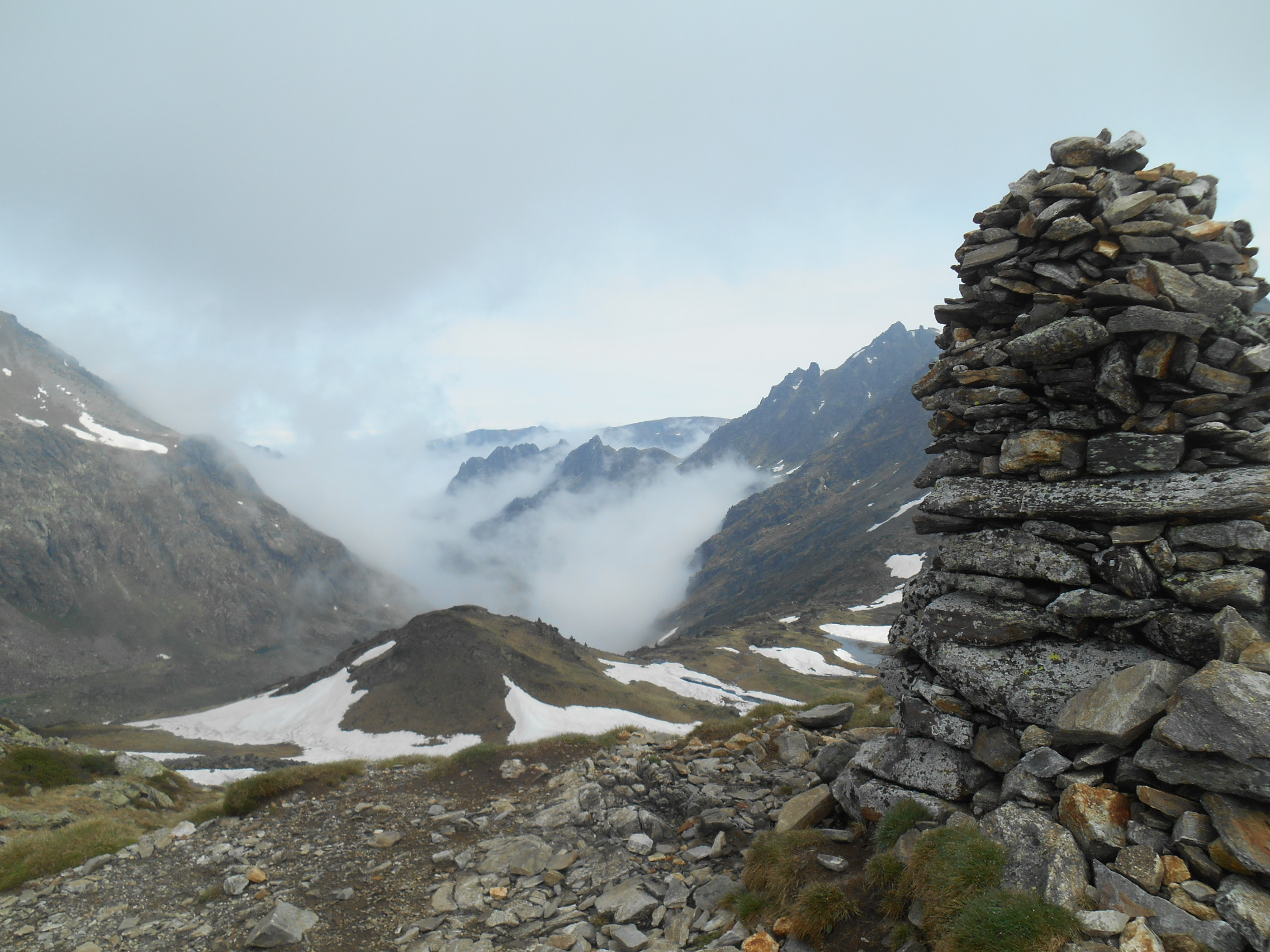
Le port de Siguer, vue vers la France.
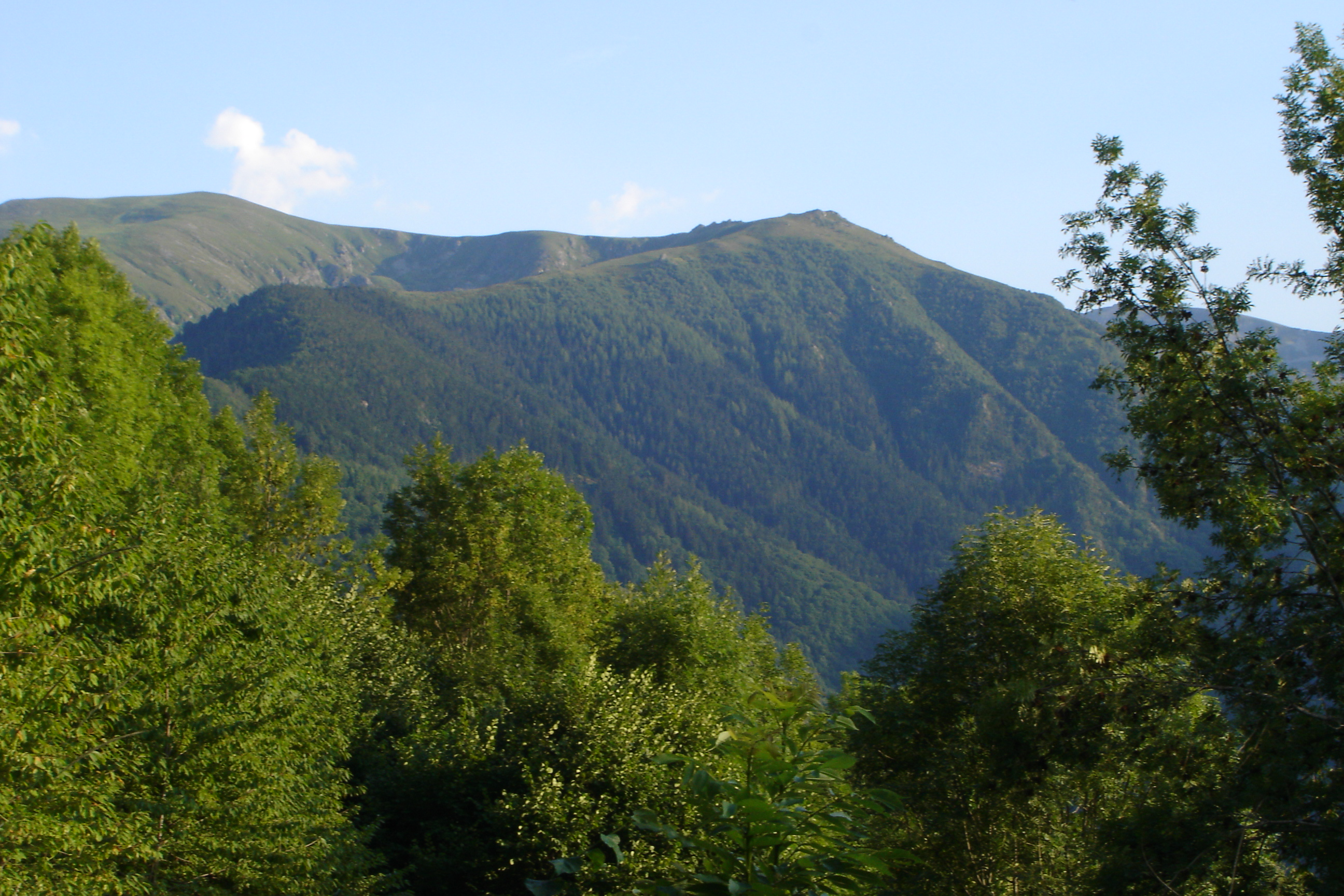
Pic du midi de Siguer, vu depuis Gestiès. À gauche le pic de Balgéso.
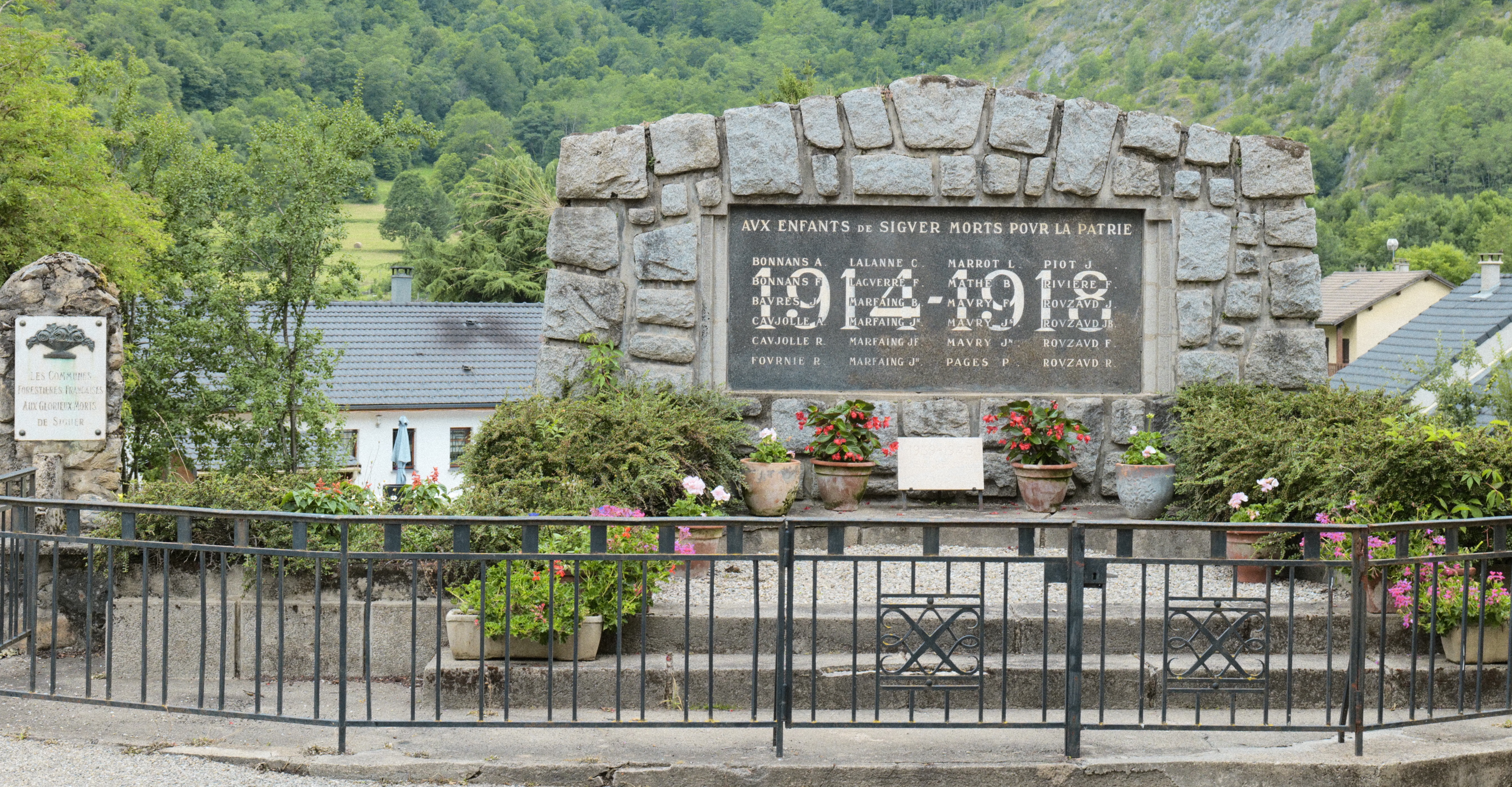
Le monument aux morts.
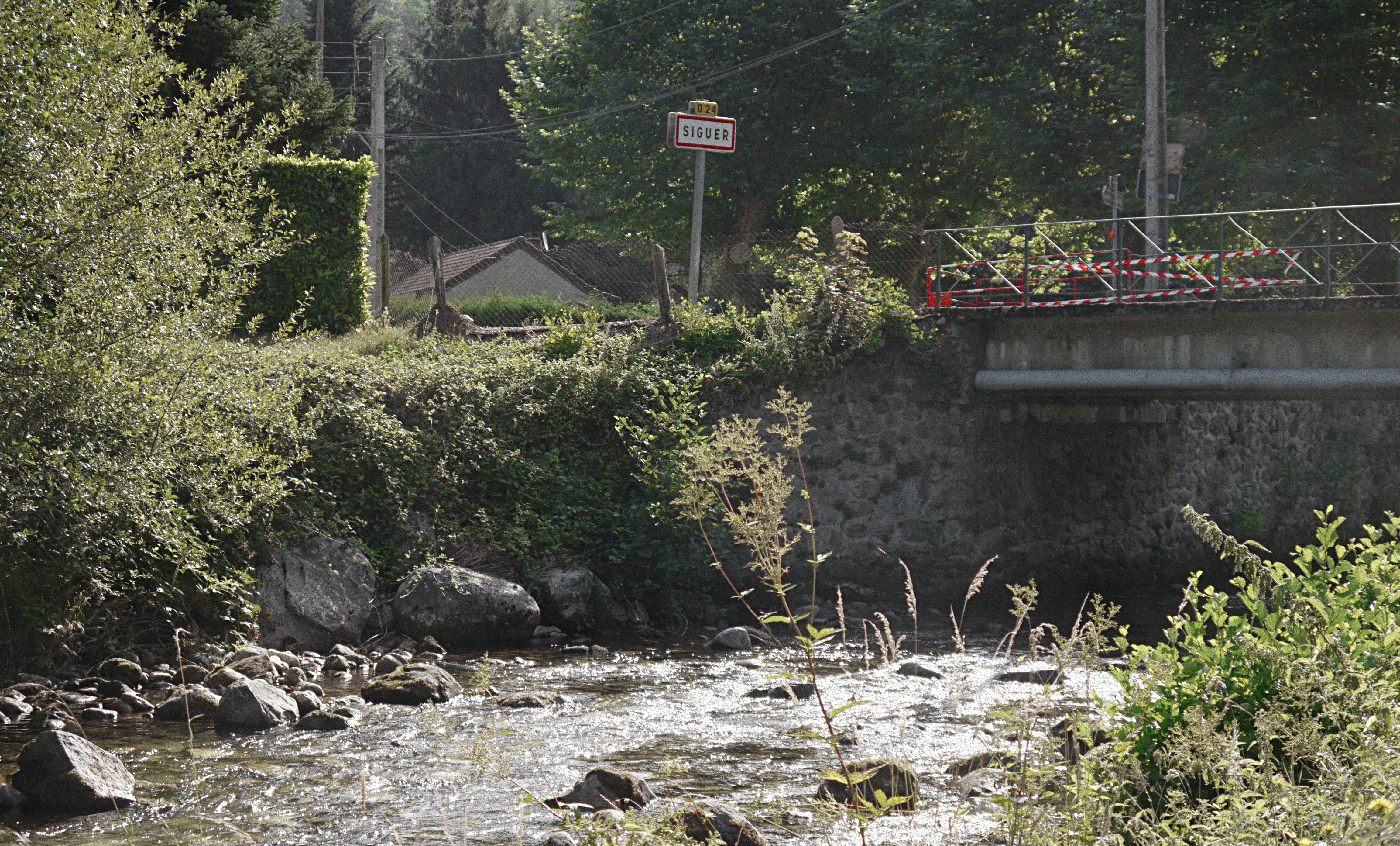
Le Siguer à l'entrée du village

### Vie culturelle et festivités
- Association de découverte, de restauration et d'entretien des sentiers et sites de la vallée de Siguer.
- Association Siguer Culture Loisirs.

### Personnalités liées à la commune
- Claude Piquemal, né à Siguer le 13 mars 1939, athlète sprinteur, double médaillé olympique.
- Paul Caujolle (1891-1955), maire de Siguer, conseiller général de l'Ariège et président de l'ordre national des experts comptables (1943-1945).

### Héraldique
| Blason de Siguer | Blason  | D'or à deux lévriers de gueules accolés d'argent. |
| Blason de Siguer | Détails | Le statut officiel du blason reste à déterminer.  |